# Кугарчи (Кугарчинский район)
Кугарчи (баш. Күгәрсен) — село в Кугарчинском районе Башкортостана. Административный центр Кугарчинского сельсовета.

## География
Село находится на берегу реки Кугарчи, в месте впадения в неё реки Жидебуляк.

### Географическое положение
Расстояние до:
- районного центра (Мраково): 34 км,
- ближайшей ж/д станции (Тюльган): 61 км.

## Население
| 2002 | 2009 | 2010 |
| ---- | ---- | ---- |
| 917  | ↘866 | ↘787 |

### Национальный состав
Согласно переписи 2002 года, преобладающая национальность — татары (90 %).

## Улицы
- ул. Комсомольская,
- ул. Рафикова,
- ул. Садовая,
- ул. Советская,
- ул. Центральная.

## Известные уроженцы
- Рафиков, Мансур Минибаевич (род. 1964) — советский и российский военный деятель, полковник, Герой Российской Федерации[5].